# Halifax Metro Centre

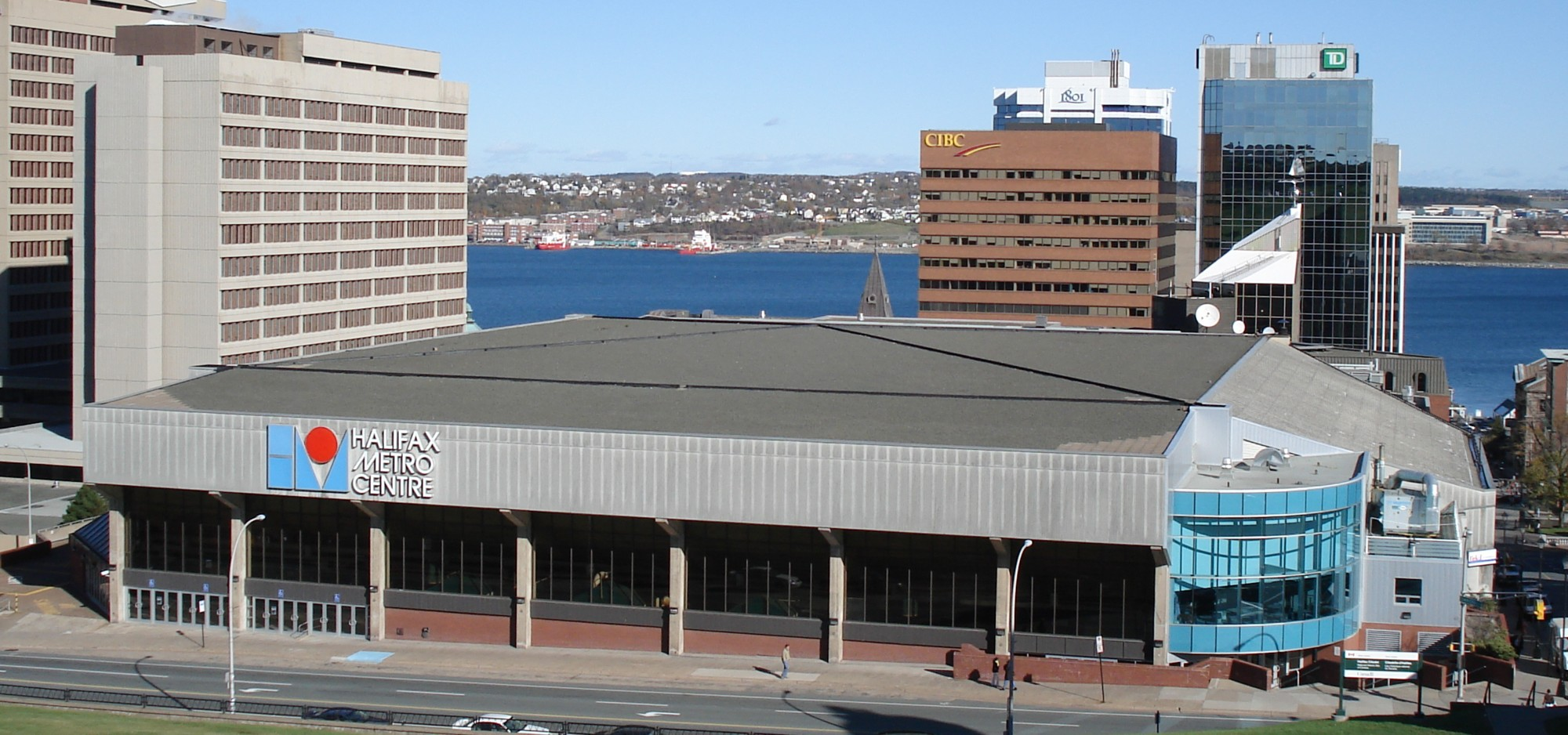
Halifax Metro Center

Halifax Metro Centre – hala sportowa znajdująca się w Halifaksie w Kanadzie.
Obecnie swoje mecze rozgrywają tutaj:
- Halifax Mooseheads – QMJHL
- Halifax Rainmen – ABA

Dawniej swoje mecze rozgrywali tutaj:
- Nova Scotia Voyageurs – AHL
- Nova Scotia Oilers – AHL
- Halifax Citadels – AHL
- Halifax Windjammers – WBL

## Najważniejsze wydarzenia
- W 1990 roku odbyły się tutaj Mistrzostwa świata w łyżwiarstwie figurowym
- W 2000 roku rozgrywany był finał Memorial Cup
- W 2003 roku rozgrywane były mecze Mistrzostw Świata Juniorów
- W 2004 roku rozgrywane były mecze Mistrzostw Świata w Hokeju na lodzie kobiet
- W 2007 roku rozgrywane były mecze Mistrzostwa Świata lacrosse na hali
- W 2008 odbyły się  mecze Mistrzostw Świata hokeja na lodzie mężczyzn

## Informacje
- Adres: 1800 Argyle Street, Halifax, Nova Scotia, Nova Scotia
- Rok otwarcia: 1978
- Pojemność:
  - Hala hokeja: 10 595 miejsc
  - Hala koszykówki: 11 tysięcy miejsc
  - Hala koncertowa: od 5-15 tysięcy miejsc